# Carlos Romero Barceló
Carlos Antonio Romero Barceló (ur. 4 września 1932 w San Juan, zm. 2 maja 2021 tamże) – portorykański adwokat, samorządowiec i polityk, burmistrz San Juan od 1969 do 1977, przywódca Nowej Partii Postępowej od 1974 do 1986, gubernator Portoryko od 2 stycznia 1977 do 2 stycznia 1985. Rzecznik przyszłości Portoryko jako kolejnego stanu Stanów Zjednoczonych.